# Dinar de aur

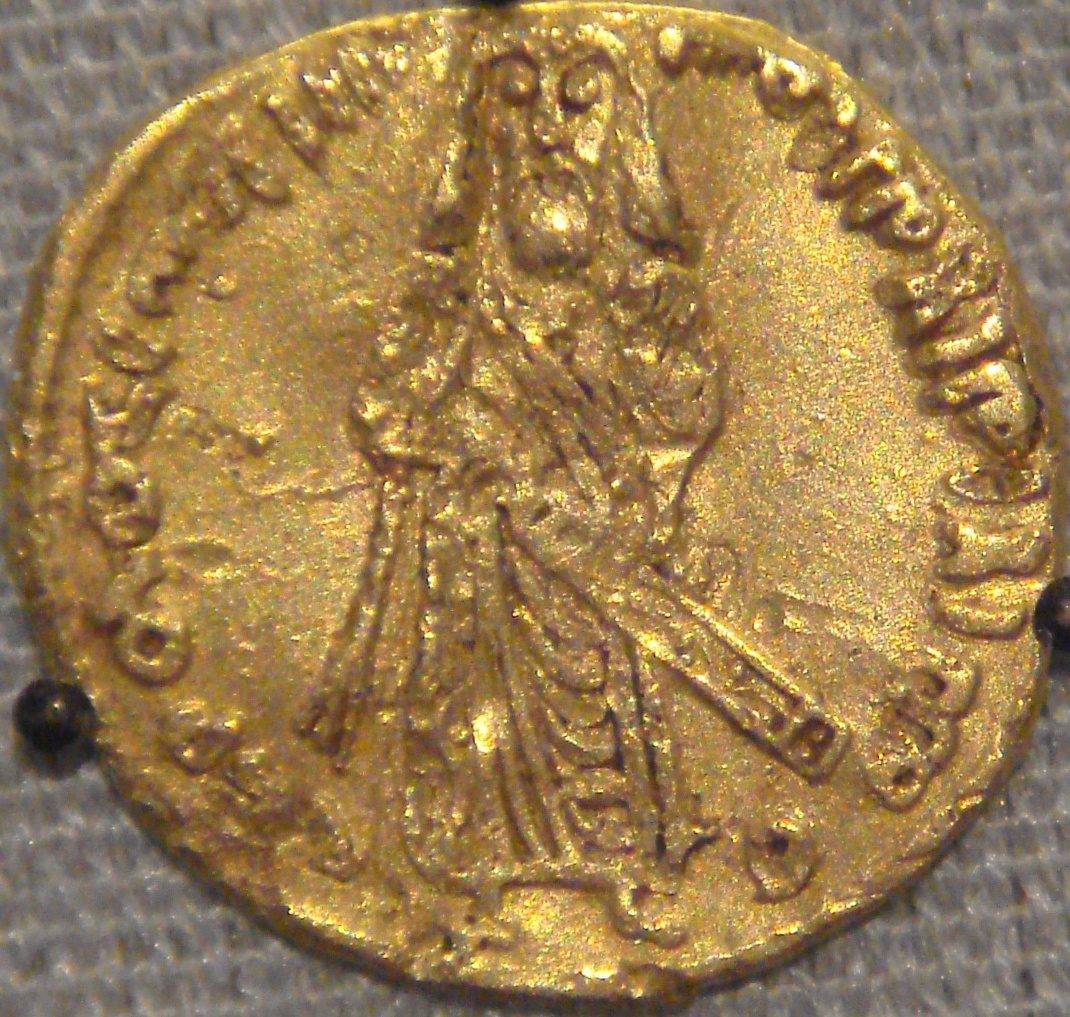
Unul dintre primii dinari arabi de aur, de tip tranzițional, cu imaginea califului Abd al-Malik. Aproximativ 695.

Dinarul de aur (în arabă ﺩﻳﻨﺎﺭ) era o monedă a dinastiei Omeyyazilor, introdusă în jurul anului 700, cu o greutate de 4,25 grame, din aur de 22 carate, cu un titlu de 917‰. Pe baza valorii dinarului, dirhamul de argint era compus din 2,97 grame de argint pur. 
Califul Omar ibn al-Khattâb (634-644) ar fi stabilit o relație exactă între masa celor două monede cu un raport de 7:10, adică moneda de 7 dinari avea aceeași masă cu moneda de 10 dirhami.

## Istoric: dinarul de aur medieval
...
Ibn Khaldun, care scria în perioada Hafsizilor, raporta în Muqaddima (« Introducere » a lucrării sale, Kitāb al-ʿibar), tradiția potrivit căreia   mithqālul avea 20 de carate siriene (qīrāt), dintre care fiecare echivala 0,2125 grame, simplificând valoarea qīrāt-ului din perioada preislamică.
Realitatea este că până la califatul lui Abd al-Malik, Umma nu bătea monedă și utiliza drahma sassanidă și Solidus-ul bizantin, cât și monede bătute de hymiari, originari din sudul Peninsulei Arabice.

## Proiectul dinarului-aur (2009)
În 2009, Gaddafi, atunci președinte al Uniunii Africane, făcea apel la țările africane să recreeze dinarul de aur pentru a se descurca fără dolar pentru exporturile lor de petrol, potrivit E-mail-urilor declasificate dintre Hillary Clinton și consilierul său Sidney Blumenthal. Această monedă s-ar fi sprijinit pe rezervele de aur de o valoare de 7 miliarde de dolari. Acest proiect s-a izbit de interesele Arabiei Saudite.

## Statul Islamic
În noiembrie 2014, Statul Islamic (ISIS) a anunțat pe Internet restaurarea dīnār-ul clasic în teritoriile aflate sub controlul „Califatului” pe care l-a proclamat în unele părți din vestul Irakului și estul Siriei. Trebuie remarcat, totuși, că dīnār-ul clasic era din aur, în timp ce moneda de argint era dirhamul, de altă formă și greutate față de imaginile afișate pe Web și că, în prima decadă a lunii decembrie 2014, nicio monedă a autoproclamatului „Califat” nu a fost vreodată verificată și testată în practică.